# Christoph von der Malsburg

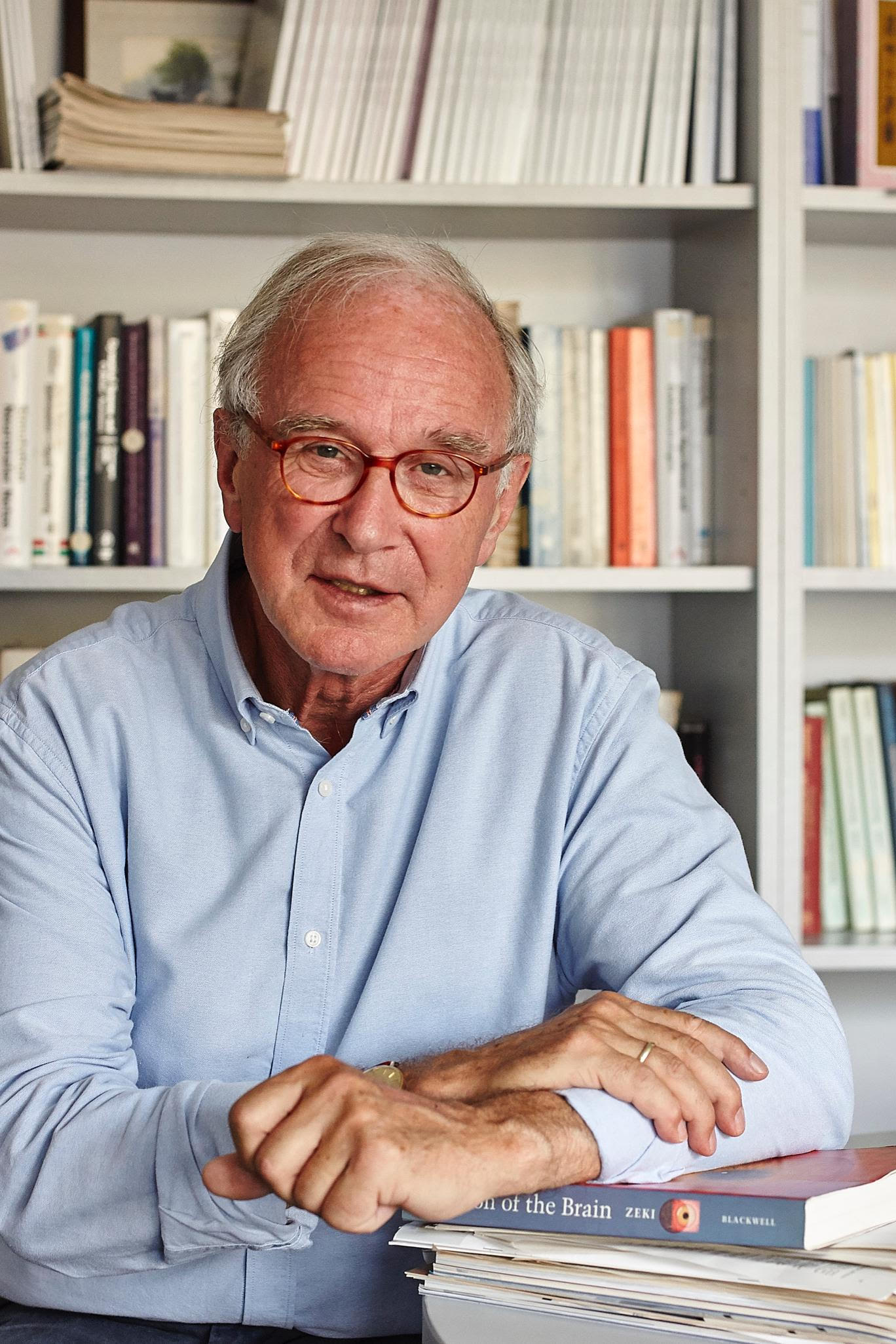
Christoph von der Malsburg (2016)

Christoph von der Malsburg (* 8. Mai 1942 in Kassel) ist ein deutscher Physiker, Neurobiologe und Hochschullehrer.

## Leben
Christoph von der Malsburg begann an der Georg-August-Universität Göttingen Physik zu studieren. Am 21. Juli 1962 wurde er im Corps Saxonia Göttingen recipiert. Als Inaktiver wechselte er an die Ludwig-Maximilians-Universität München und die Ruprecht-Karls-Universität Heidelberg. In Heidelberg schrieb er seine Doktorarbeit über ein Thema der Teilchenphysik. 1970 wurde er zum Dr. rer. nat. promoviert. Er ging in die Neurobiologie des Max-Planck-Instituts für biophysikalische Chemie in Göttingen. Die University of Southern California in Los Angeles berief ihn 1987 als Professor für Neurowissenschaften, Informatik, Physik und Psychologie. 1990 gründete er parallel dazu mit Werner von Seelen das Institut für Neuroinformatik an der Ruhr-Universität Bochum. Im Jahre 2007 verließ er beide Institutionen und forscht gegenwärtig als Senior Fellow am Frankfurt Institute for Advanced Studies.
Seine Forschungsinteressen sind Mustererkennung im Gehirn, dynamische Bindung von neuronalen Einheiten (Konnektivität), Neuronale Netzwerke und Computer Vision. Seine frühen Arbeiten zur Theorie der Selbstorganisation geordneter Faserverbindungen im visuellen System machten ihn zum Pionier dieses Gebietes. Er ist ebenso bekannt für seine Kritik an der Theorie der neuronalen Netze, nach der diese an dem Bindungsproblem leidet. Zu dessen Lösung formulierte er die Dynamic Link Architecture, ein System schnell schaltender Netzfragmente, angewendet z. B. in einem Gesichtserkennungssystem.
Christoph von der Malsburg war an der Gründung zweier Firmen beteiligt und ist vielfach ausgezeichnet worden (Pioneer Award 1994 of the Neural Network Council of the IEEE, Karl Heinz Beckurts Foundation Award 1998, Koerber-Award for European Science 2000, Hebb Award 2003 of the International Neural Network Society). Er war 1995/96 Präsident der European Neural Network Society und ist Fellow of the International Neural Network Society sowie Member des Scientific Advisory Boards des Human Brain Projects. und Founding Board Member wie auch Head of the Neuroscience Board der Mindfire Stiftung. Er war Mitglied der Jury des Deutschen KI-Preises 2019 des Wirtschaftsmagazins Bilanz von Axel Springer SE. Zu seinen Doktoranden gehört Hartmut Neven. Verheiratet ist er seit 2010 mit Astrid geb. von Salmuth.
1989 wurde er zum ordentlichen Mitglied der Academia Europaea gewählt.

## Schriften (Auswahl)
- How are nervous structures organized? In Synergetics of the Brain. Proceedings of the International Symposium on Synergetics, E. Basar, H. Flohr, H. Haken, and A.J. Mandell (Eds.), Springer 1983, pp. 238–259.
- mit Wang D und Buhmann J: Pattern segmentation in associative memory. Neural Computation, 2 (1990), S. 94–106.
- mit Buhmann J und Lades M.: Size and distortion invariant object recognition by hierarchical graph matching. Proceedings of the IJCNN International Joint Conference on Neural Networks, San Diego 1990, pp. II, 411–416.
- Network self-organization, in: Zornetzer SF, Davis J, Lau C (Eds.): An Introduction to Neural and Electronic Networks. Academic Press 1990, pp. 421–432.
- Was tatsächlich in einem Gehirn abläuft, liegt jenseits der Wissenschaft, in: Matthias Eckoldt: Kann das Gehirn das Gehirn verstehen? Carl-Auer-Verlag 2013.